# مارتن بارلو
مارتن بارلو (بالإنجليزية: Martin Barlow)‏ هو لاعب كرة قدم بريطاني، ولد في 25 يونيو 1971 في بارنستيبل ‏ في المملكة المتحدة. لعب مع نادي إكزتر سيتي ونادي بليموث أرجايل ونادي تلفورد يونايتد ونادي ويموث ويوفل تاون.

## وصلات خارجية
- مارتن بارلو على موقع قاعدة بيانات كرة القدم.إي يو (الإنجليزية)
- مارتن بارلو على موقع Soccerbase.com (لاعب) (الإنجليزية)